# Cantonul Cournon-d'Auvergne
Cantonul Cournon-d'Auvergne este un canton din arondismentul Clermont-Ferrand, departamentul Puy-de-Dôme, regiunea Auvergne, Franța.